# مهدی‌آباد (ساردوئیه)
مهدی‌آباد روستایی در دهستان گور بخش ساردوئیه شهرستان جیرفت استان کرمان ایران است.

## جمعیت
بر پایه سرشماری عمومی نفوس و مسکن در سال ۱۳۹۵ جمعیت این روستا ۳۳ نفر (۹خانوار) بوده‌است.